# Porto Salvo (Gaeta)
Porto Salvo, anche chiamato Borgo di Gaeta, è un quartiere della città di Gaeta.

## Storia

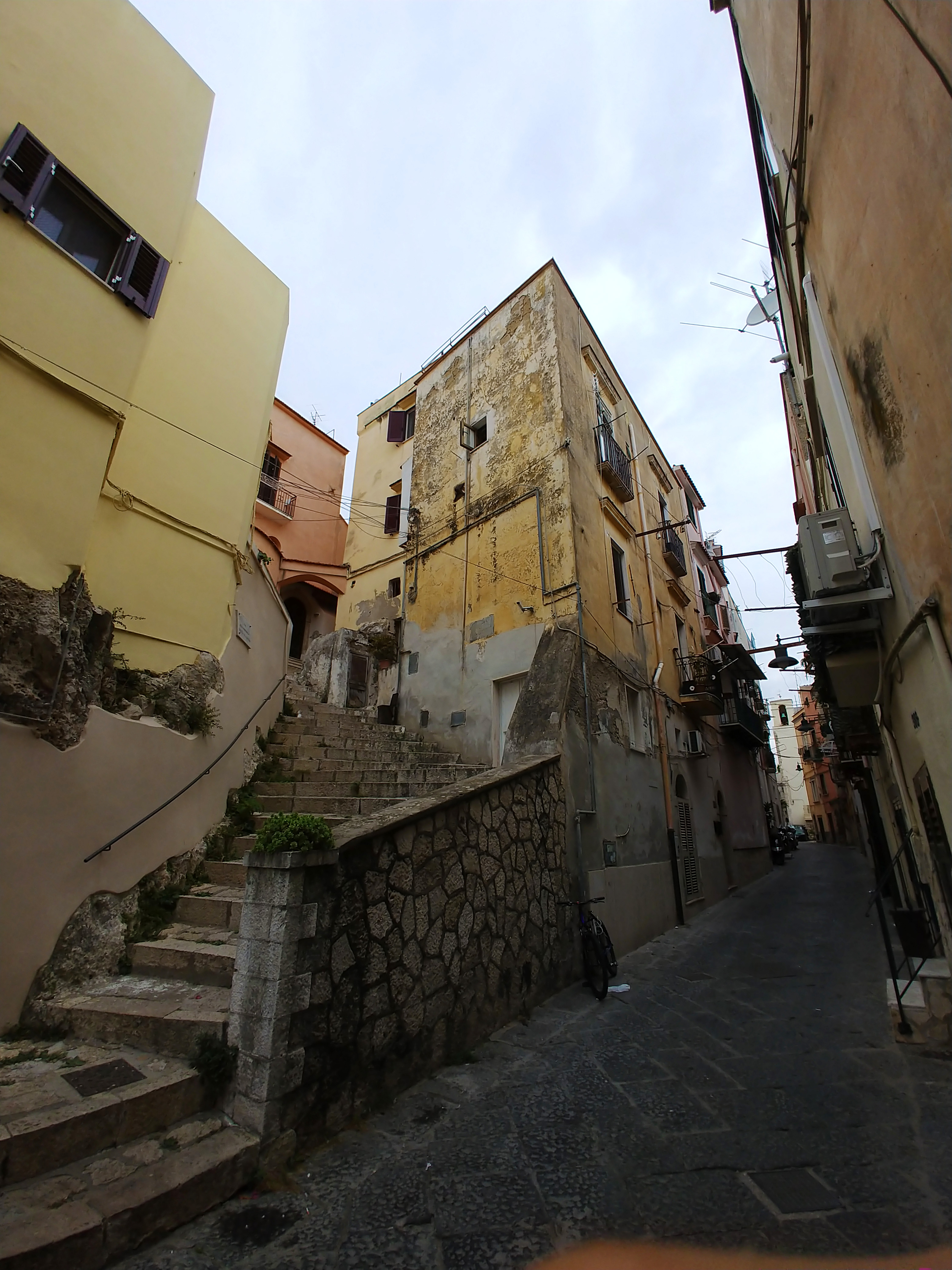
Il tratto dell'attuale via della Indipendenza nel nucleo più antico del Borgo

L'area in cui si sorge il quartiere di Porto Salvo era, in epoca romana, occupata da alcune ville, tra le quali quella dell'imperatore Antonino Pio sul versante occidentale dell'istmo di Montesecco, quella di Lucio Sempronio Atratino (nell'area superiore dell'attuale quartiere) e quella di Lucio Marcio Filippo, patrigno di Ottaviano Augusto.
Il centro abitato si sviluppò fuori dalle mura della città di Gaeta a partire dall'VIII secolo, con il nome di Borgo Nuovo, per differenziarsi dal Borgo Vecchio, sorto in contrada Ariccia (o Tesa) alle spalle dell'attuale ex stabilimento della Santissima Annunziata. Solo nel XVI secolo si espanse verso nord, con la costruzione di una torre difensiva, la torre della Catena, comunemente denominata castello, situata alle falde del colle dei Cappuccini e nel secolo successivo arrivò sino alla base del colle di Sant'Agata (tale zona prenderà successivamente il nome di Piaja, spiaggia).
La popolazione del Borgo era formata principalmente da marinai, pescatori e contadini; elemento importante per l'economia locale era la coltivazione dell'ulivo e l'esportazione delle olive di Gaeta: nel XIX secolo sull'intero territorio di Gaeta ben 6 810 moggi erano esclusivamente dedicati a tale coltura. Veniva esportato anche cordame, prodotto dalla saggina di alta qualità tipica della zona. I cantieri navali, presenti numerosi nella località, allestivano da secoli la flotta commerciale cittadina, esportando anche le imbarcazioni. La produzione entrò in crisi quando la richiesta di grandi imbarcazioni lignee si assottigliò.
La più antica chiesa del Borgo era quella dei Santi Cosma e Damiano, costruita alla fine dell'VIII secolo (che nel 1591 venne dotata di un suo fonte battesimale). Nel 1571 venne costruita e costituita parrocchia la chiesa di San Giacomo. Nel 1606 venne fondata la parrocchia di San Carlo nel rione Spiaggia, alla quale fu annessa la chiesa di Sant'Andrea nella zona Calegna, in precedenza succursale della parrocchia dei Santi Cosma e Damiano. Un'altra parrocchia era quella di San Sergio, chiesa esistente già nel 1375, situata all'estremità meridionale del borgo; a partire dal 1639 la comunità si riunì presso la chiesa di Santa Maria di Torre d'Oria (nei pressi dell'attuale porta Carlo III) a causa dell'inagibilità del tempio e confluì in quella dei Santi Apostoli, chiesa consacrata nel 1711.

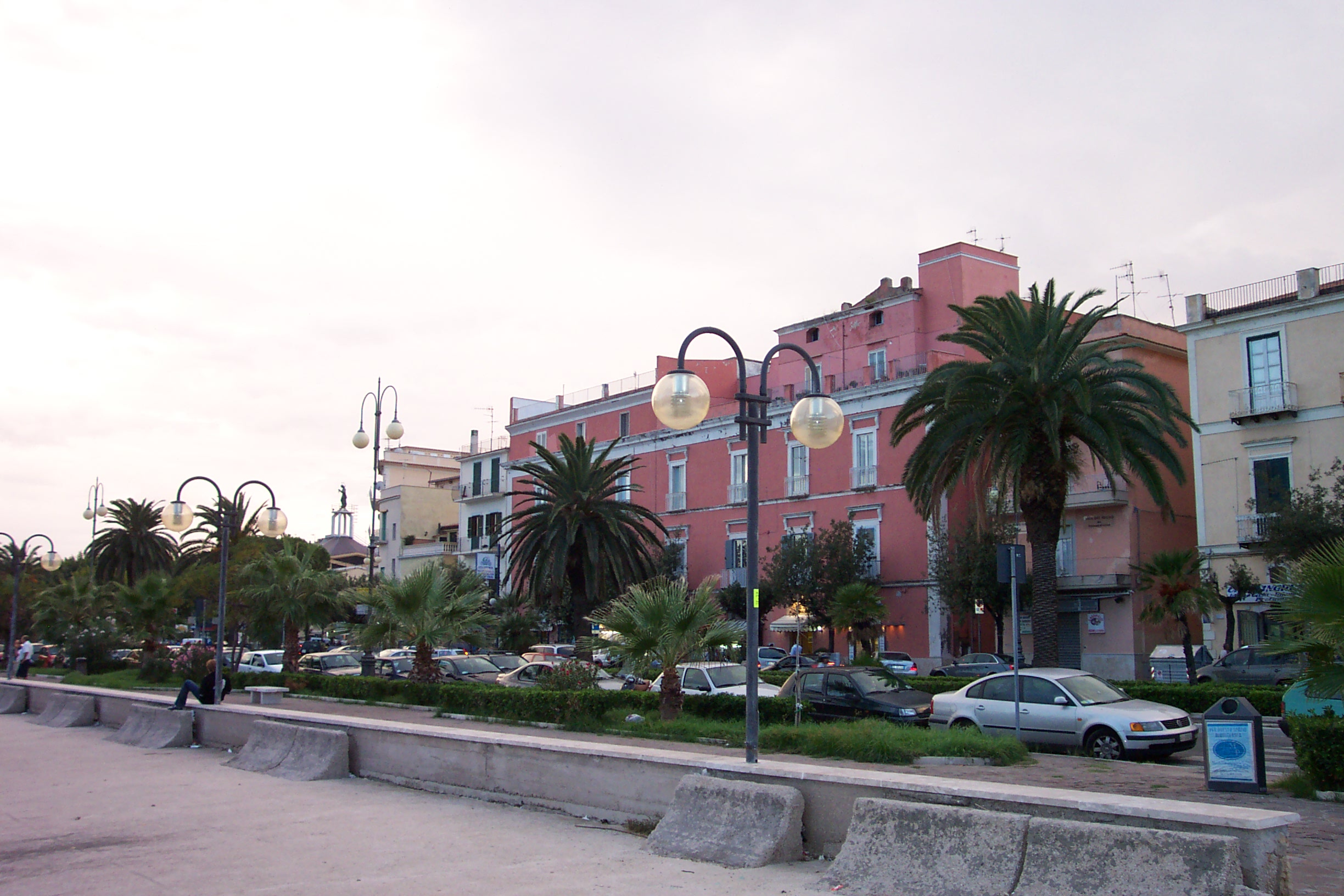
Il lungomare Giovanni Caboto, precedentemente corso Attico, aperto nel 1852 e successivamente ampliato.

Nel 1852 venne spianata l'altura dell'istmo di Montesecco (con la demolizione delle chiese di San Sergio e dei Santi Apostoli) e aperta una nuova importante via di comunicazione che costeggiava esternamente l'abitato parallelo alla costa, l'attuale lungomare Giovanni Caboto, che nel 1872 acquisì la denominazione di corso Attico. Nel 1872 il Borgo assunse per la prima volta una denominazione propria Anàtola e venne suddiviso in tre rioni: a partire da sud lungo la direttrice dell'attuale via dell'Indipendenza, San Giacomo, San Cosma e San Carlo, dal nome delle tre parrocchie.
Anatola, separandosi dalla zona di Sant'Erasmo che mantenne il nome di Gaeta, con Regio Decreto del 15 marzo 1897 diventò comune autonomo. La spinta fu data dagli esponenti liberali: essi ricercavano infatti autonomia dall'antica amministrazione che rimaneva legata al passato borbonico. La richiesta di separazione, già presentata nel 1891, aveva avuto parere favorevole da parte del consiglio provinciale nel 1893; nuove richieste furono inviate al re Umberto I di Savoia e al ministro dell'interno Francesco Crispi nel 1894 e nel 1895; la richiesta venne accettata nel 1897 e come confine fu presa l'allora strada della Madonna della Cappella (gli attuali corso Cavour, via Garibaldi e contrada Catena). Il nuovo comune prese il nome di Elena in onore dell'allora principessa Elena, futura regina d'Italia e aveva sede nel palazzo di Marzo, sul corso Attico.
Il 4 maggio 1892 venne inaugurata la ferrovia Sparanise-Gaeta, che faceva uscire Gaeta dall'isolamento dalle vie di comunicazioni principali; il capolinea di Gaeta, situato sul confine dei due comuni, prese il nome Gaeta-Elena dal 1897 al 1927.
Con Regio Decreto del 17 febbraio 1927, dopo una divisione di trent'anni, a seguito di un'ampia riorganizzazione territoriale i comuni di Gaeta e di Elena vennero uniti nuovamente sotto il nome Gaeta.

## Monumenti e luoghi d'interesse

### Edifici religiosi

#### Chiesa di Santa Maria di Porto Salvo

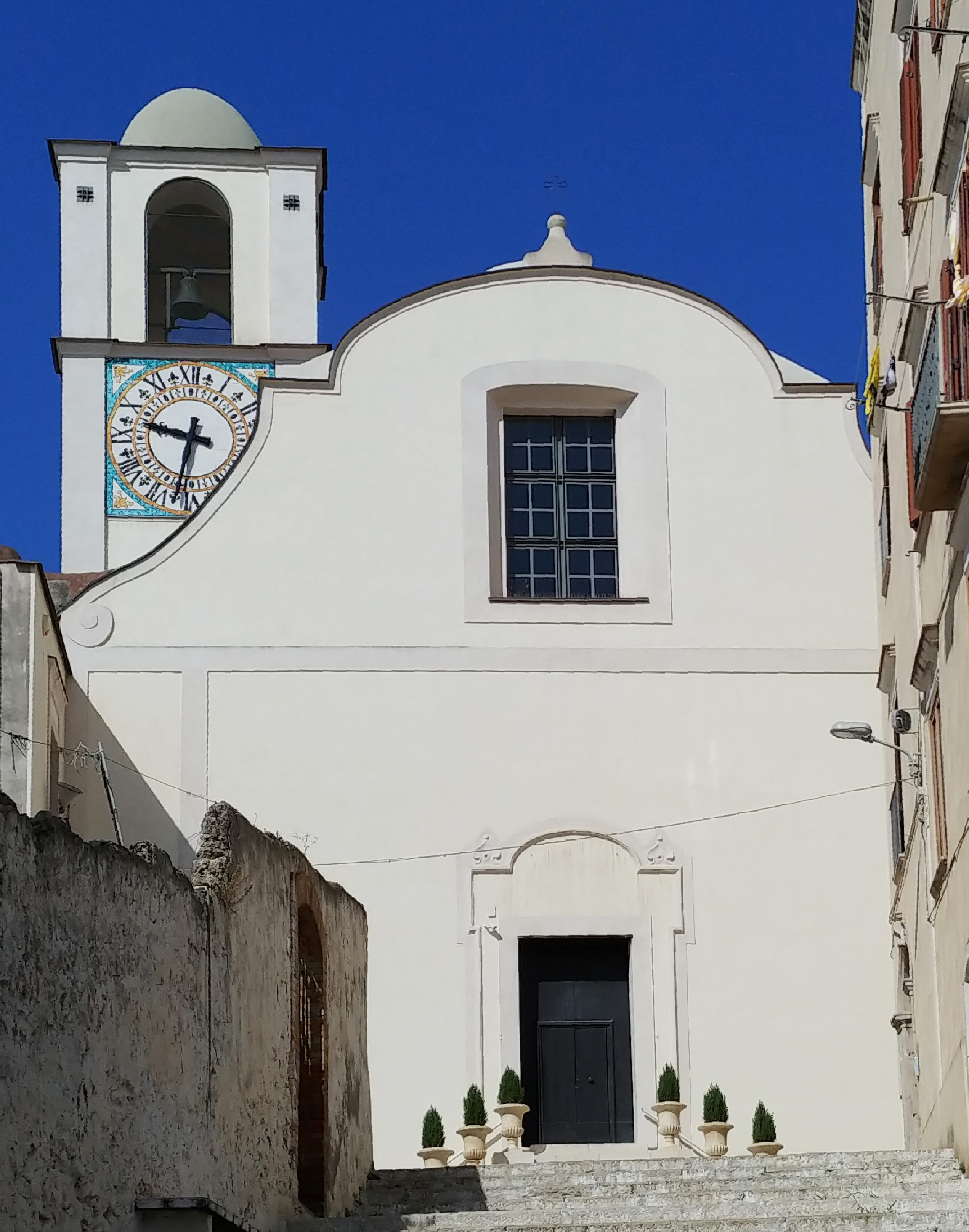
La facciata della chiesa di Santa Maria di Porto Salvo.

Situata in cima alla scenografica scalinata degli Scalzi, viene anch'essa detta "degli Scalzi" dagli agostiniani scalzi che la officiarono dal 1624 (anno di inizio di costruzione del complesso) al 1809. L'edificio è in stile barocco ed è opera di Jacopo e Dionisio Lazzari, che negli stessi anni operarono in altre chiese di Gaeta. L'interno è a navata unica, caratterizzato dall'alternanza cromatica del celeste delle pareti e del bianco degli stucchi; l'altare maggiore è in marmi policromi, decorato con elementi vegetali. Alla sinistra della facciata, vi è il campanile con orologio in riggiole policrome, visibile dal mare dell'antistante golfo. Dal 1944 è sede della parrocchia dei Santi Cosma e Damiano, trasferita dall'omonima parrocchia danneggiata durante la guerra.

#### Chiesa di San Giacomo Apostolo

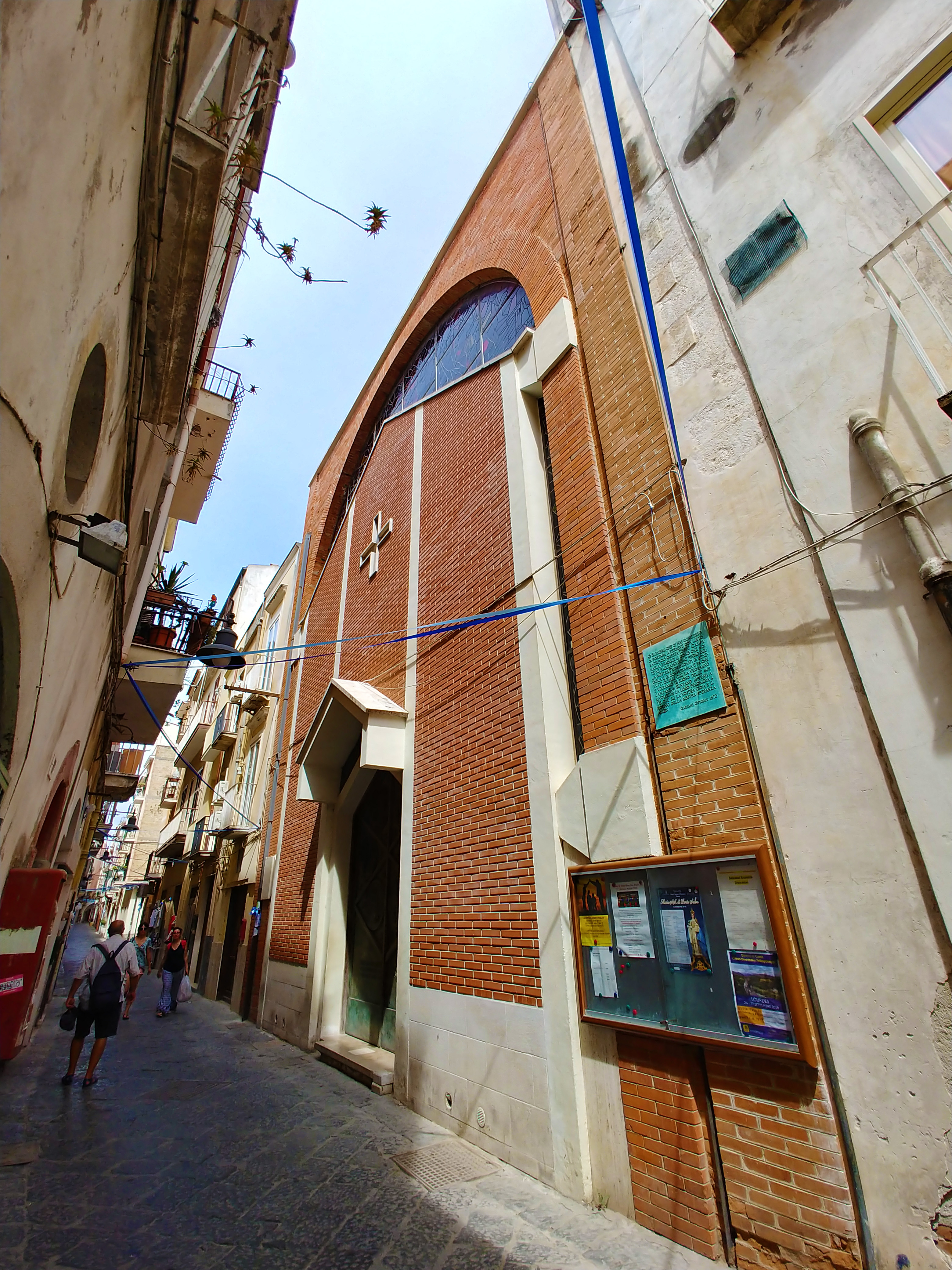
La facciata della chiesa di San Giacomo Apostolo.

La chiesa di San Giacomo Apostolo si trova nel tratto meridionale di via dell'Indipendenza; venne costruita in stile barocco a cavallo tra il XVI e il XVII secolo e, nella seconda metà del XX secolo, venne modificata con la ricostruzione della facciata e la realizzazione di una nuova abside in stile moderno. La chiesa internamente presenta un'ampia navata unica coperta con volta a botte, lungo la quale si aprono alcune cappelle laterali poco sporgenti. All'interno della moderna abside, che presenta vetrate policrome, vi è l'altare maggiore marmoreo settecentesco proveniente dalla chiesa di Santa Caterina d'Alessandria, la cui pala, Sacra Conversazione, è situata sulla parete di destra della vecchia abside, dirimpetto all'organo a canne Mascioni opus 873; dalla chiesa di Santa Caterina provengono anche le due acquasantiere in controfacciata.

#### Chiesa di San Cosma vecchio

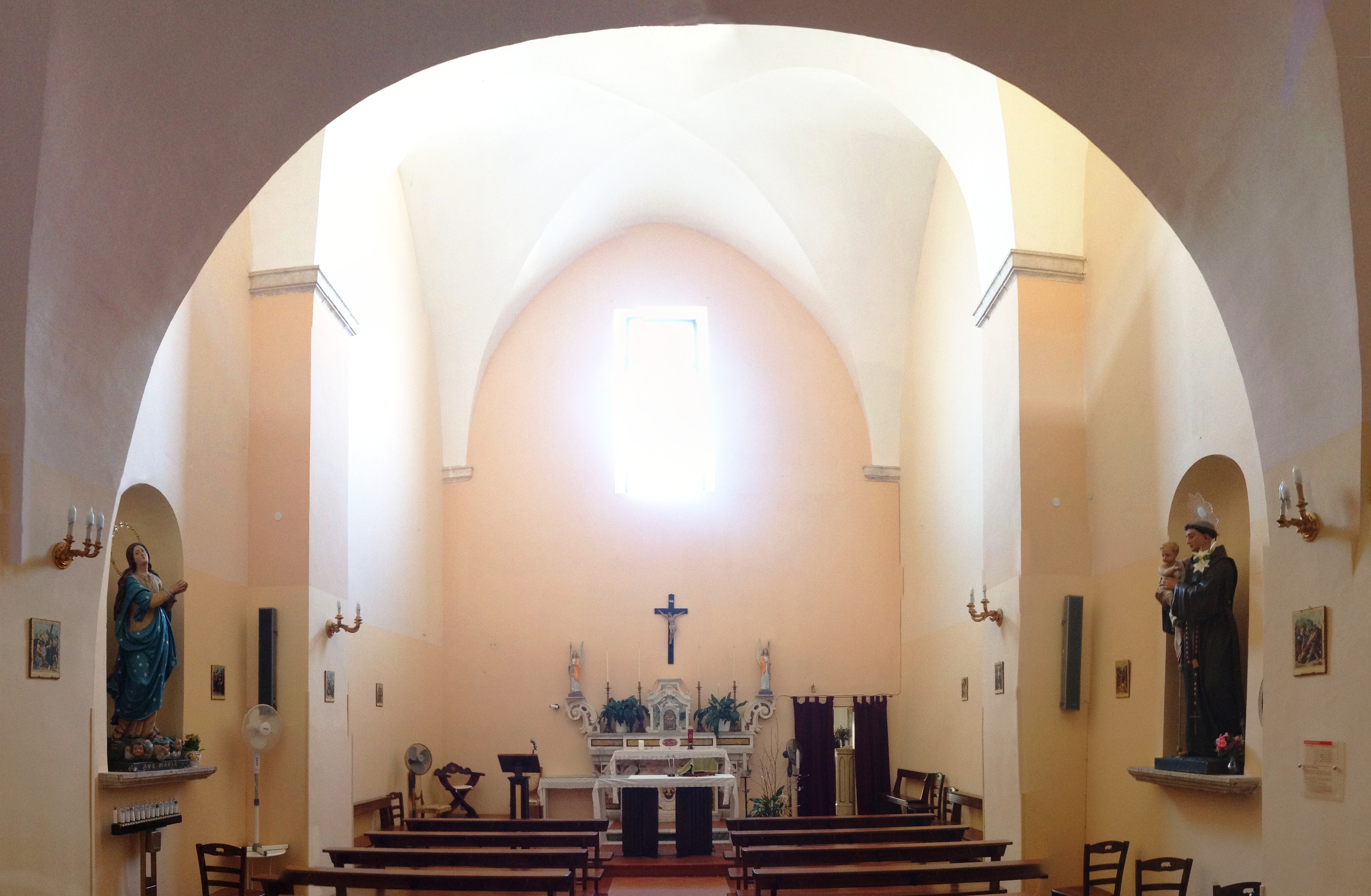
Interno della chiesa di San Cosma vecchio.

La chiesa dei Santi Cosma e Damiano, detta di San Cosma vecchio, è la più antica del quartiere, essendo stata costruita alla fine dell'VIII secolo. Ampliata successivamente in stile gotico fino ad assumere una conformazione a navata unica di tre campate ed abside quadrata, fu restaurata in stile barocco nel XVIII secolo. Nel corso dei bombardamenti della seconda guerra mondiale venne semidistrutta e, alla fine del conflitto, ridotta di lunghezza alle sole prime due campate della navata. Esternamente è caratterizzata dal portale barocco marmoreo, sormontato dall'effigie pittorica dei due santi titolari e dal campanile a torre, addossato alla facciata; internamente è coperta con volta a crociera e, entro una nicchia alla base del campanile, ospita il fonte battesimale del 1591.

#### Chiesa dei Santi Carlo e Anna
La chiesa dei Santi Carlo e Anna si trova nel quartiere Piaja, alla confluenza tra il lungomare Caboto e via Gastone Maresca. Venne costruita e costituita parrocchia agli inizi del XVII secolo e, nel corso della seconda metà del XX, ha subito una serie di modifiche che ne hanno alterato l'aspetto originario. Esternamente caratterizzata dal campanile a vela a tre fornici, all'interno è a navata unica con volta a botte e profonda abside quadrangolare; gli arredi moderni del presbiterio furono realizzati nel 1990 e lungo le pareti dell'aula sono murati elementi di altari barocchi in marmi policromi.

### Edifici civili

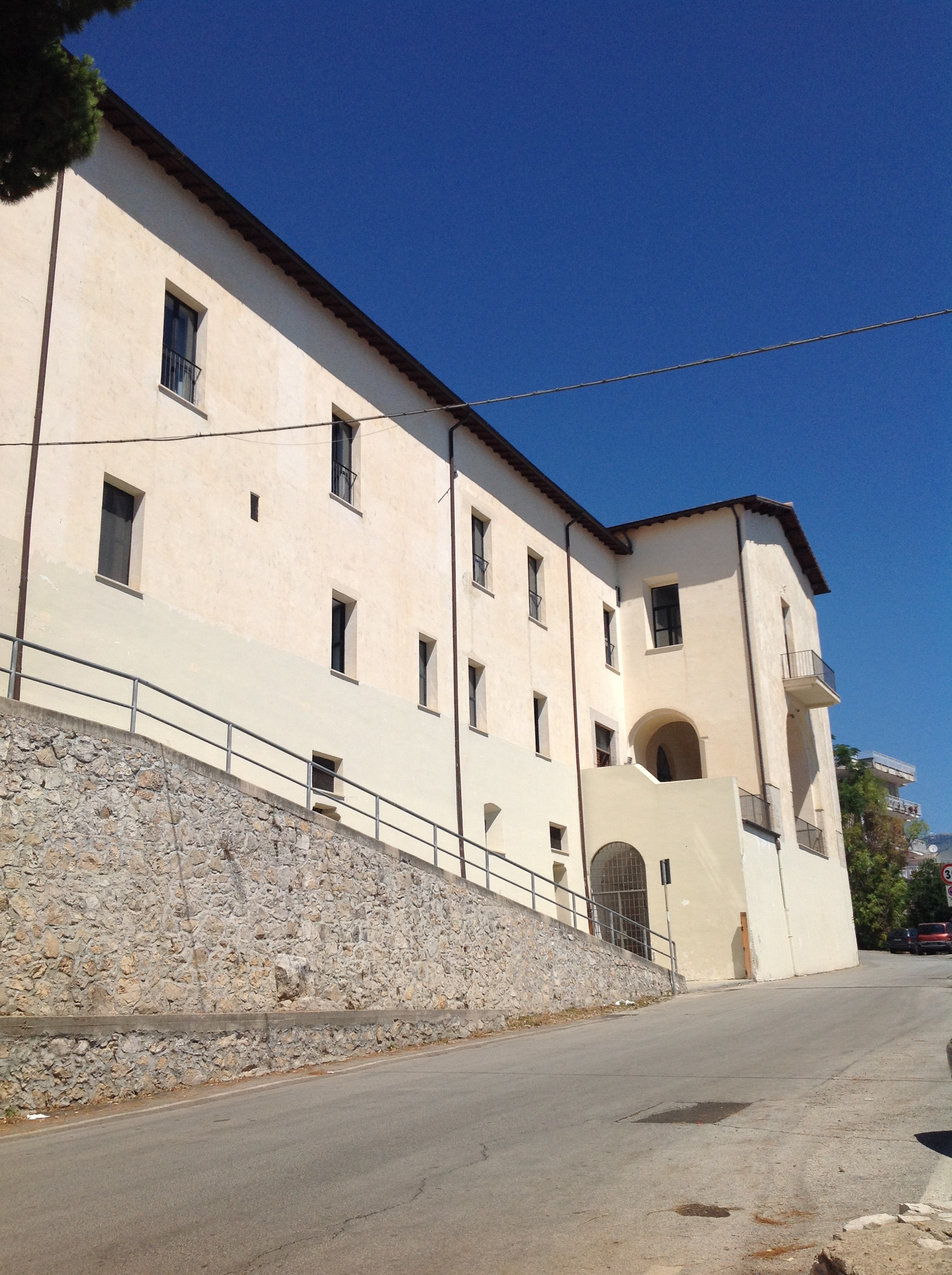
L'ex convento dei cappuccini.

#### Ex convento dei cappuccini
Sull'omonimo colle soprastante il quartiere Porto Salvo, vi è l'ex convento dell'ordine dei frati minori cappuccini, costruito intorno al 1715 con annessa chiesa dedicata a sant'Antonio di Padova e cimitero. Dopo la soppressione (1809), venne utilizzato come batteria dall'Armata Sarda nel corso dell'assedio di Gaeta del 1860 e successivamente, fino al 1975, come edificio scolastico. Tra il 1978 e il 1988 venne in parte demolito per la costruzione dell'annesso ospedale Di Liegro, del quale divenne parte integrante. Attualmente sono visibili il chiostro, l'ala rivolta verso il mare e la chiesa, con ampio atrio in facciata, a navata unica.

#### Case dei pescatori
Il tratto del lungomare Giovanni Caboto compreso nei quartieri Calegna e Piaja è caratterizzato da edifici abitativi su più piani comunemente denominati case dei pescatori il cui prospetto principale presenta terrazzi che si aprono verso l'esterno con teorie di archi. Essi sono frutto della ricostruzione post-bellica effettuata in gran parte su progetto dell'architetto Giuseppe Zander per conto del genio civile, il quale si occupò in particolare delle abitazioni situate nei pressi della chiesa dei Santi Carlo ed Anna (e ad essa originariamente raccordate tramite un arco che passava sopra via Sant'Agostino), che vennero disegnate nel 1944 ed edificate tra il 1946 e il 1948.

### Altro

#### Via dell'Indipendenza
È il principale asse viario del borgo, antica strada di accesso alla città di Gaeta che si sviluppa lungo la direttrice nord-sud parallela alla costa, dal quartiere Piaja (dove, a partire dal quartiere Calegna, fu demolito per l'apertura del lungomare Caboto e sopravvive nel tratto più settentrionale con il nome di via San Giacomo) all'istmo di Montesecco. Nel tratto che va dall'estremità meridionale alla salita degli Scalzi, è caratterizzata da un alto numero di attività commerciali.

#### Salita degli Scalzi
Posta davanti alla facciata della chiesa di Santa Maria di Porto Salvo, collega quest'ultima a via dell'Indipendenza, rispetto alla quale è perpendicolare. Venne edificata con parte del rivestimento lapideo esterno del mausoleo di Lucio Sempronio Atratino in seguito ad un voto emesso dalla popolazione in occasione della pestilenza del 1656.

### Siti archeologici

#### Mausoleo di Lucio Sempronio Atratino

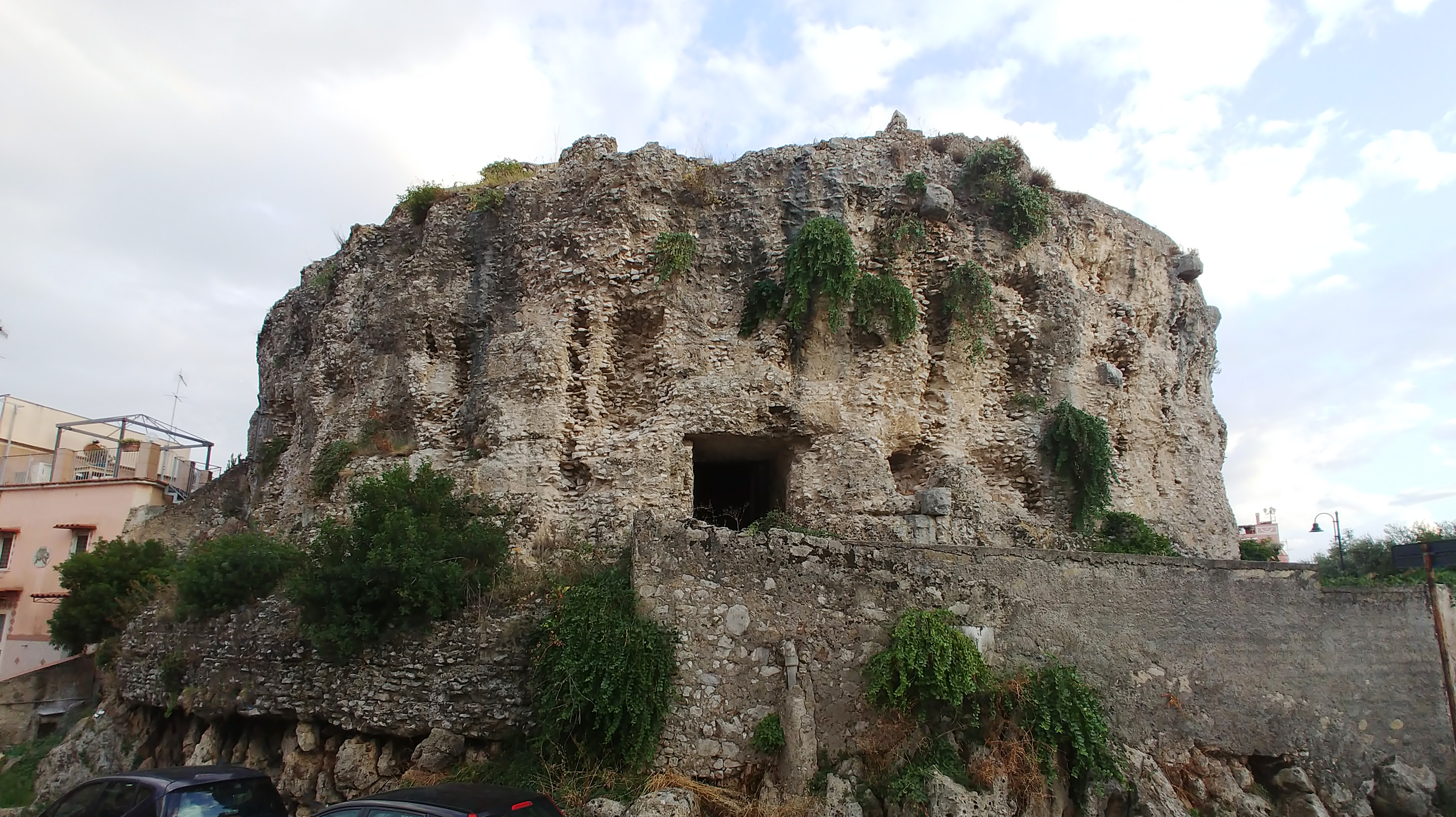
Il mausoleo di Lucio Sempronio Atratino

Il mausoleo di Lucio Sempronio Atratino sorge nella parte alta del quartiere; si tratta della monumentale sepoltura di Lucio Sempronio Atratino, console romano morto nel 20 a.C.. Con struttura analoga a quella del mausoleo di Lucio Munazio Planco, sulla sommità del monte Orlando, nel corso del medioevo venne privato del rivestimento esterno in blocchi di travertino, utilizzati per la realizzazione del basamento del campanile della cattedrale e della scalinata degli Scalzi. Venne danneggiato nel corso dell'assedio di Gaeta del 1815, in occasione del quale era utilizzato come polveriera. Il mausoleo si presenta a pianta circolare, con un corridoio anulare che segue il perimetro esterno; all'interno, intorno ad un pilastro centrale originariamente sormontato da un torrino circolare, si dispongono a croce quattro ambienti: le tre celle funerarie, a pianta rettangolare e coperte con volta a botte, ed una cisterna per l'acqua, a pianta ellittica e rivestita in cocciopesto.

#### Sepolcreto marittimo

Veduta esterna del sepolcreto marittimo.

Il cosiddetto sepolcreto marittimo sorge nel quartiere Calegna, nell'area densamente edificata tra il lungomare Caboto e via Gastone Maresca; non sono noti né il proprietario, né l'epoca di costruzione (è databile al III secolo a.C.); gli attuali resti probabilmente costituivano il basamento di un secondo piano a pianta circolare. La facciata è caratterizzata da un paramento murario in blocchi calcarei squadrati, decorati nella parte inferiore con modanature. Internamente, vi sono due ambienti semi-ipogei: l'uno a pianta rettangolare (che costituisce l'odierno ingresso) e l'altro a pianta cruciforme, coperto con volta a crociera.

#### Villa di Lucio Marcio Filippo
Presso il confine con il comune di Formia, in località Arcella, si trovano i resti della monumentale villa di Lucio Marcio Filippo, console nel 56 a.C. e patrigno di Ottaviano Augusto. Nel 1907-1912 vennero inglobati all'interno della villa neoclassica del conte Stenbock-Fermor, poi convertita in struttura ricettiva. Fra i resti vi sono il lungo criptoportico, sul quale si apre una serie di cameroni intercomunicanti fra di loro ed alcune esedre che si aprivano nell'antico muro di recinzione della villa.

## Festa della Madonna di Porto Salvo
La seconda domenica di agosto, ogni anno, a Gaeta si festeggia la Madonna di Porto Salvo. Essa è considerata la protettrice dei marittimi che riconduce salva la gente di mare alla terra ed è popolarmente chiamata Madonna nostra. La tradizione vuole che nel 1655 la Madonna apparve a dei naufraghi durante una burrasca, soccorrendoli. Questa celebrazione religiosa, che ha per protagonisti i pescatori e naviganti in genere, è rimasta nei secoli un sentito evento di comunione.
In occasione dei festeggiamenti avviene una processione sul mare. La statua della Madonna, ricoperta di ori e rivestita dell'abito più solenne, viene condotta su di una imbarcazione con al seguito altre, tutte decorate e imbandierate. La processione arriva nei pressi di Punta Stendardo, estremità del quartiere medioevale di Gaeta, dove viene lasciata in acqua una corona per commemorare i caduti del mare.